# John Henry Elliot

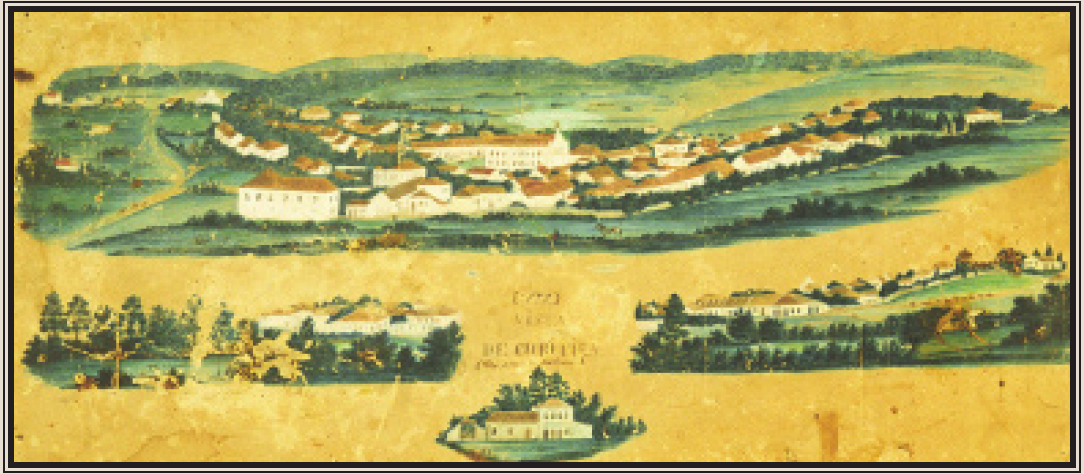
Aquarela retratando Curitiba no ano de 1855 creditada para John Henry Elliot

John Henry Elliott (Filadélfia, 1809 - São Jerônimo da Serra, 4 de maio de 1884), foi um agrimensor, topógrafo, cartógrafo, desenhista e escritor norte-americano radicado no Brasil.
Filho de ingleses nascido na cidade da Filadélfia (EUA) no início do século XIX, John Henry Elliot iniciou carreira militar na Marinha dos Estados Unidos por volta de 1823 e nesta instituição aprendeu as técnicas da topografia e cartografia, bem como noções básicas de pintura, quando estudou na Academia Naval. Retirou-se da marinha norte-americana em 1825 e logo em seguida viajou para a cidade do Rio de Janeiro, alistando-se na Marinha Brasileira para participar da Guerra Cisplatina. Neste conflito, foi feito prisioneiro, ficando em território argentino até o fim da guerra. Após sua libertação, fixou residência na cidade de Curitiba onde desenvolveu seus dotes artísticos, escrevendo, pintando e desenhando.
Aventureiro, participou, na década de 1840, da comitiva do sertanista Joaquim Francisco Lopes (a serviço de João da Silva Machado, o Barão de Antonina) que explorou os sertões paranaenses. Logo depois foi contratado, diretamente pelo Barão de Antonina, para executar serviços de cartografia na cidade de Tibagi.
Morando em Curitiba e trabalhando no interior da província, executou serviços técnicos em várias cidades, como Rio Negro, Jataizinho, Papanduva, entre outras.
Conhecido como "O Pintor da Velha Curitiba", John Henry produziu várias imagens com o emprego hábil das tintas d'água, desta cidade, no período que a mesma foi nomeada capital da nova província brasileira do Paraná. Também produziu aquarelas da cidade de São José dos Pinhais e pinturas do Salto dos Dourados, no Rio Paranapanema. Sua única pintura a óleo foi o retrato do Dr. João Maurício Faivre, mártir da colonização e um dos primeiros médicos do Brasil independente. Várias de suas pinturas foram litografadas e mostradas na Revista do Paraná, enquanto que, na atualidade, algumas destas aquarelas estão conservados na Seção de Estampas da Biblioteca Nacional do Rio de Janeiro e a sua única pintura a óleo, faz parte do acervo do Museu de Artes do Paraná.
John redatoriou o primeiro jornal literário do Paraná, publicado em Curitiba em 1857, chamado "Jasmim” e escreveu os romances: "Arico e Caucochêe" e "Viagem de Exploração", ambos de 1845.
Durante a execução dos serviços contratado pelo Barão de Antonina, John Elliot descobriu um recanto e, de acordo com os costumes da época, tomou posse em nome do Barão, fundando uma vila que denominou de São Jerônimo (mais tarde transformada na cidade de São Jerônimo da Serra). Neste local, viveu seus últimos anos de vida ao lado da sua esposa (Reginalda da Rocha) e seus quatro filhos.